# Impala (musikalbum)
Impala är Songs: Ohias andra studioalbum, utgivet 1998.

## Låtlista
Alla låtar är skrivna av Jason Molina.
1. "An Ace Unable to Change"
2. "Easts Heart Divided"
3. "This Time Anything Finite at All"
4. "Hearts Newly Arrived"
5. "Till Morning Reputations"
6. "One of Those Uncertain Hands"
7. "A Humble Cause Again"
8. "The Rules of Absence"
9. "Just What Can Last"
10. "Program: The Mask"
11. "Structuring: Necessity"
12. "Separations: Reminder"
13. "Program and Disjunction"